# Anton Liljenbäck
Anton Per Liljenbäck (21 febbraio 1995) è un calciatore svedese, difensore del Varberg.

## Carriera
È un prodotto del vivaio del Kinna IF, ma a livello giovanile ha giocato anche per lo Skene IF e, nel 2014, per l'Häcken.
Ha esordito in prima squadra il 23 giugno 2010 giocando una partita – la sua unica di quell'anno – nella quinta serie nazionale con la maglia dello Skene IF. L'anno successivo, in sesta serie, le presenze sono state dodici.
Nel 2012 è tornato a disputare la quinta serie nazionale con il trasferimento al Kinna IF, rimanendovi per due stagioni.
Durante il già citato anno trascorso nelle giovanili dell'Häcken, nel 2014, i gialloneri hanno vinto la Gothia Cup e i titoli nazionali Under-19 e Under-21. Qui la sua posizione ha subìto un primo arretramento, dato che in precedenza egli veniva utilizzato da centrocampista offensivo mentre all'Häcken era schierato come centrocampista centrale. Nel prosieguo di carriera, invece, ha giocato stabilmente da difensore centrale.
Liljenbäck è stato ufficialmente ingaggiato nel febbraio del 2015 dal Varberg, squadra militante nel campionato di Superettan. Il suo contratto in scadenza è stato rinnovato di un anno sia per la stagione 2016 sia per quella 2017,
In vista del campionato 2018, Liljenbäck si è accasato a parametro zero allo Jönköpings Södra, con un contratto di un anno con opzione per due ulteriori stagioni. Nell'arco di quella stagione il giocatore ha saltato le ultime tredici partite della Superettan 2018 per un infortunio al legamento crociato, quindi è rimasto svincolato.
È dunque tornato al Varberg nel luglio del 2019, riuscendo a scendere in campo in stagione solo nelle ultime nove partite della Superettan 2019 per via dell'infortunio patito l'anno precedente, ma partecipando a tutti gli effetti alla prima promozione in Allsvenskan nella storia della società neroverde. Ha mantenuto il suo posto da titolare anche durante l'Allsvenskan 2020, la sua prima annata trascorsa nella massima serie, conclusa con la salvezza del Varberg.